# Rzeczyce (Pawłowiczki)
Rzeczyce (niem. Rzetzitz ) – część wsi Pawłowiczki w Polsce, położona w województwie opolskim, w powiecie kędzierzyńsko-kozielskim, w gminie Pawłowiczki.
W latach 1975–1998 Rzeczyce administracyjnie należały do ówczesnego województwa opolskiego.

## Historia
Od końca XVIII w. wieś posiadała własną pieczęć, na której wizerunku przedstawiono drwala z rydlem do karczowania na ramieniu pomiędzy dwoma drzewami.